# Герден
Ґерден (нім. Gehrden) — місто в Німеччині, розташоване в землі Нижня Саксонія. Входить до складу району Ганновер.
Площа — 42,97 км2. Населення становить 15 177 ос. (станом на 31 грудня 2021).